# George Fitzgerald Smoot III.
George Fitzgerald Smoot III., ameriški astrofizik in kozmolog, * 20. februar 1945, Yukon, Florida, ZDA.
Smoot je leta 2006 skupaj z Johnom Cromwellom Matherjem prejel Nobelovo nagrado za fiziko.